# こてっちゃん馬場
こてっちゃん 馬場（こてっちゃん ばば、1970年8月15日 - ）は日本のお笑いタレント。本名は馬場 和幸（ばば かずゆき）。東京都調布市出身。かつてはたけし軍団に所属していた。身長165cm、体重65kg。

## 概要
1988年、ビートたけしに弟子入りし、たけし軍団に入団。師匠たけしより『ホルモン馬場』と命名される。後にたけし自身から『こてっちゃん馬場』と改名され、この芸名は軍団を抜けた後も使っている。『スーパージョッキー』では「ふんばるまんず」のメンバーとして体を張って笑いを取った。
軍団を離れた者の多くは芸能界を引退したり、俳優に転身したりする者が多いが、馬場は現在もお笑い芸人として活躍している稀有な存在である。
軍団を離れた後は漫才コンビ海千山千として活動したが、解散。現在はピン芸人として活動している。主に漫談をやっている。漫談ネタとして、日常のビックリした話をネタにした『ビックリ漫談』。ネタの間に「あー!!ビックリしちゃったなー!!」とテンション高めて舞台上部を向きながら叫ぶ、ブリッジを入れた手法の漫談。また、1400人以上の芸能人・著名人等（一部動物も含む）の命日を本当に記憶し、観客から誕生日や記念日を聞き出し、その日に該当する有名人・著名人の命日を伝え、命日の語呂合わせの覚え方を面白おかしくした、『命日カレンダー』という漫談をやっている。本人曰く、林家ペーと逆転の発想からこの漫談は生まれたらしい。観客が自分の誕生日をリクエストすれば即答し、その日に誰が亡くなったのか、どのように亡くなったのかまできめ細かく教えてくれる。
「今日は何の日?」という365日、何の日なのか、どんな出来事があったのか知っているカレンダー漫談もある。
趣味、特技はプロレス観戦、日曜大工、有名人の墓参り、最近は都内の銭湯めぐりと幅広い。タップダンスもやっている。2005年10月にはお笑いライブの舞台で企画コーナーとして得意のタップダンスを披露したことがある。
現在、出演しているレギュラーライブは、不完全な未完成、ビックワールドライブ、元加賀演芸ライブ、こうしん演芸など。ライブ活動を精力的に行なっている他、ローカル誌等の執筆活動も行なっている。下町の老舗的お笑いライブの元加賀演芸ライブでは、司会を務めている。また同ライブでは企画コーナーの大喜利をやっていて、ネタ以外に、大喜利の回答者としても出演し、とぼけた語り方と珍回答で笑いを取るが、実は座布団は意外に貯まらず、全部取り上げられていることが何度もある。最近では、“レッサーパンダの家系図”というネタがあり、日本の動物園にいるレッサーパンダの家系をこと細かく漫談してくれる。
2007年4月23日、新宿ゴールデン街劇場でフリートークを中心にした、こてっちゃん馬場のかなり久々の単独ライブが行なわれた。観客席は満員だった。元軍団員のそのまんま東（東国原英夫、当時宮崎県知事）との爆笑エピソード等、フリートークを中心にしたライブで、大いに盛り上がった。
2011年、東国原が出馬した東京都知事選挙期間中は、応援に駆けつけていた。東国原の乗る街宣車の後ろを付いて行った際に、新宿駅西口付近を車で二段階右折しかけたというエピソードもある。

## 出演番組

### テレビ
- スーパージョッキー
- 天才・たけしの元気が出るテレビ
- 痛快なりゆき番組 風雲!たけし城
- オールナイトフジ
- ビートたけしのスポーツ大将
- ニンゲンBOX〜プレミア!新種バカ図鑑〜
- 週刊インフルエンタ（ネットTV）

### ラジオ
- W.W.W.（TOKYO FM）
- 俺達マンデー・ラジオンズ【奇数週】（FMうらやす http://www.fmu.co.jp/）%5B%5D

### CM
- カゴメ『ツーショット』